# 송기철의 스토리가 있는 힐링뮤직
《송기철의 스토리가 있는 힐링뮤직》은 대한민국의 방송국 국방FM에서 매일 밤 10시 5분부터 밤 12시까지 방송하는 음악 전문 프로그램이다.

## 역사
2016년 4월 16일에 신설했다.

## 코너

### 매일 코너
- 스토리가 있는 리메이크

### 요일별 코너
- 월~수요일 - The Artist
- 목요일 - Juke Box Hero
- 금요일 - 노랫말속의 힐링뮤직
- 토요일 - 스토리가 있는 세상풍경
- 일요일 - 힐링뮤직 새 음반

## 진행
- 송기철

| 국방FM 프로그램       |                                 |      |
| 이전                  | 송기철의 스토리가 있는 힐링뮤직 | 다음 |
| 명상의 시간           | 송기철의 스토리가 있는 힐링뮤직 |      |
| 밤 10시 ~ 밤 10시 5분 | 밤 10시 5분 ~ 밤 12시           |      |
|                       |                                 |      |